# Török Szonja
Török Szonja Hajnalka (Budapest, 1998. április 6. –) magyar modell és kick-box világbajnok, Török Gyula olimpiai bajnok magyar ökölvívó unokája.

## Pályafutása
2008-ban kezdett el kickboxozni a Kispesti ADSE-ben, majd onnan átigazolt a Király team kickbox akadémiához. A kick-box iránti elkötelezettsége hamar megmutatkozott, hiszen már fiatalon is komoly eredményeket ért el versenyeken.

## Versenyeredmények
Már a junior korosztályban is kiemelkedő eredményeket ért el. Többszörös Európa- és világbajnoki aranyérmesként, tízszeres világkupa-győztesként és hatszoros magyar bajnokként vált ismertté az utánpótlás mezőnyben. A felnőtt versenyeken is eredményesen szerepelt, ahol több hazai bajnoki címet, valamint nemzetközi dobogós helyezéseket szerzett. Felnőttként négyszeres magyar bajnok lett, és számos világkupán és Európa-bajnokságon ért el érmes helyezést. Legnagyobb nemzetközi sikerei közé tartozik a 2023-as Európa Játékokon elért 3. helyezés, valamint három további bronzérem különböző világkupákon és kontinensviadalokon. A közelmúltban is aktív és eredményes versenyzőként tartják számon: 2024-ben második helyen végzett a WAKO Európa-bajnokságon Görögországban, a 29. Magyar Kick-box Világkupán, valamint a Török Open WAKO Világkupán is.

## Díjai és elismerései
| Év   | Verseny neve                   | Helyszín      | Eredmény |
| ---- | ------------------------------ | ------------- | -------- |
| 2025 | European Cup Zagreb Open       | Horvátország  | 1. hely  |
| 2024 | WAKO Európa-bajnokság          | Görögország   | 2. hely  |
| 2024 | 29. Magyar Kick-box Világkupa  | Magyarország  | 2. hely  |
| 2024 | Turkish Open WAKO World Cup    | Törökország   | 2. hely  |
| 2024 | Top Ten Bulgaria European Cup  | Bulgária      | 3. hely  |
| 2024 | Zagreb Open / EX Karlovac Open | Horvátország  | 3. hely  |
| 2023 | Európa Játékok                 | Lengyelország | 3. hely  |
| 2023 | 28. Magyar Kick-box Világkupa  | Magyarország  | 3. hely  |
| 2022 | 27. Magyar Kick-box Világkupa  | Magyarország  | 3. hely  |
| 2021 | 26. Magyar Kick-box Világkupa  | Magyarország  | 3. hely  |